# Rorippa barbareifolia
Rorippa barbareifolia är en korsblommig växtart som först beskrevs av Dc., och fick sitt nu gällande namn av Masao Kitagawa. Rorippa barbareifolia ingår i släktet fränen, och familjen korsblommiga växter. Inga underarter finns listade i Catalogue of Life.